# F/A-18-Absturz bei Alpnach
Der F/A-18-Absturz bei Alpnach ereignete sich am 23. Oktober 2013 in der Nähe von Alpnach im Kanton Obwalden. Zwei Menschen kamen dabei ums Leben. Für die Schweizer Luftwaffe war es der zweite tödliche Verlust eines F/A-18-Jets.

## Unfallhergang
Am 23. Oktober 2013 startete um 13:35 Uhr ein Zweierverband vom Militärflugplatz Meiringen. Vorne flog eine einsitzige F/A-18C, gefolgt von einer zweisitzigen F/A-18D. Auf dem Rücksitz der zweisitzigen Version nahm ein Arzt des Fliegerärztlichen Instituts aus Dübendorf Platz, der das Training begleitete.
Die Route führte über den Brünigpass Richtung Zentralschweiz, wo Luftkampf- und Luftpolizeitraining geplant waren. Über Alpnach stiessen die Maschinen auf eine Regenfront mit tief hängenden Wolken. Der Formationsführer brach das Vorhaben ab und leitete eine Umkehrkurve ein. Die einsitzige Maschine stieg steil an und kehrte sicher zurück, doch die F/A-18D verlor in der Bewölkung zu viel Höhe. Wenige Augenblicke später prallte sie an der bewaldeten Flanke des Loppers auf. Das Flugzeug wurde vollständig zerstört; Trümmer verteilten sich über mehrere hundert Meter, Teile fielen auch auf die Kantonsstrasse und die Brünigbahn. Beim Unfall kamen Pilot und Passagier ums Leben.

## Ursache
Der Abschlussbericht der Militärjustiz vom 23. Juni 2014 nennt menschliches Versagen als Hauptursache. Der Pilot schätzte den für die Wende benötigten Raum zu grosszügig ein und leitete das Manöver zu spät ein. Bei den schlechten Wetterbedingungen geriet die Maschine so in eine ausweglose Lage.
Technische Defekte, medizinische Probleme oder Sabotage wurden ausgeschlossen. Strafrechtliche Folgen ergaben sich keine.

## Rettung und Folgen
Unmittelbar nach dem Absturz rückten Polizei, Feuerwehr, Rega und Armee aus. Mehrere Helikopter suchten nach den Besatzungsmitgliedern, während auf dem Vierwaldstättersee vorsorglich eine Ölsperre gelegt wurde, nachdem Treibstoff gesichtet worden war. Die Bergung gestaltete sich mühsam, das Gelände ist steil und schwer zugänglich.
Der Unfall hatte erhebliche verkehrliche Auswirkungen:
Die Brünigbahn blieb zwischen Hergiswil und Alpnach mehrere Tage gesperrt; Ersatzbusse übernahmen den Pendlerstrom.
Auch die Kantonsstrasse Stansstad–Alpnachstad war zeitweise gesperrt.
Die Luftwaffe stellte ihren gesamten Flugbetrieb vorübergehend ein.
Nach dem Totalverlust verblieben der Schweiz 32 statt 33 F/A-18.

## Historische Einordnung
Der Absturz war der zweite tödliche F/A-18-Verlust in der Schweiz. Der erste ereignete sich am 7. April 1998 bei Crans-Montana. In beiden Fällen trugen Wetter und menschliche Faktoren entscheidend bei. Erkenntnisse aus Alpnach flossen später in die Pilotenausbildung, in Wetterminima und in taktische Abläufe ein, nicht nur national, sondern laut Experten auch international. Weitere Verluste ereigneten sich 2015 in Frankreich und 2016 beim Sustenpass.